# Megamyrmaekion
Megamyrmaekion Reuss, 1834 è un genere di ragni appartenente alla famiglia Gnaphosidae.

## Distribuzione
Le 13 specie note di questo genere sono state reperite in Africa settentrionale, orientale e meridionale; in India e in Israele: la specie dall'areale più vasto è la M. caudatum rinvenuta in Tunisia, Libia, Egitto ed Israele.

## Tassonomia
Altre grafie simili, ad esempio Megamyrmecion, devono intendersi come refusi.
Nel suo lavoro del 2007, l'aracnologo Murphy asserisce che le specie di questo genere rinvenute nei paesi del bacino del Mediterraneo non vi appartengano e debbano essere oggetto di un lavoro più approfondito.
Non sono stati esaminati esemplari di questo genere dal 2009.
Attualmente, a ottobre 2015, si compone di 13 specie:
1. Megamyrmaekion algericum Simon, 1885 — Algeria, Tunisia
2. Megamyrmaekion ashae Tikader & Gajbe, 1977 — India
3. Megamyrmaekion austrinum Simon, 1908 — Australia occidentale
4. Megamyrmaekion caudatum Wider, 1834[2] — Egitto, Israele
5. Megamyrmaekion hula Levy, 2009 — Israele
6. Megamyrmaekion jodhpurense Gajbe, 1993 — India
7. Megamyrmaekion kajalae Biswas & Biswas, 1992 — India
8. Megamyrmaekion magshimim Levy, 2009 — Israele
9. Megamyrmaekion nairobii Berland, 1920 — Africa orientale
10. Megamyrmaekion schreineri Tucker, 1923 — Sudafrica
11. Megamyrmaekion transvaalense Tucker, 1923 — Sudafrica
12. Megamyrmaekion velox Simon, 1887 — Sudafrica
13. Megamyrmaekion vulpinum (O. P.-Cambridge, 1874) — Niger, Egitto

### Specie trasferite
- Megamyrmaekion asceticum Chamberlin, 1924; trasferita al genere Scopoides Platnick, 1989[1].
- Megamyrmaekion cambridgei Gertsch & Davis, 1940; trasferita al genere Scopoides Platnick, 1989
- Megamyrmaekion echemophthalmum Simon, 1908; trasferita al genere Encoptarthria Main, 1954
- Megamyrmaekion erebum (L. Koch, 1873); trasferita al genere Zelanda Özdikmen, 2009
- Megamyrmaekion gayi Simon, 1904; trasferita al genere Echemoides Mello-Leitão, 1938
- Megamyrmaekion naturalisticum Chamberlin, 1924; trasferita al genere Scopoides Platnick, 1989
- Megamyrmaekion nesiotes Chamberlin, 1924; trasferita al genere Scopoides Platnick, 1989
- Megamyrmaekion penicillatum Simon, 1908; trasferita al genere Encoptarthria Main, 1954
- Megamyrmaekion perpusillum Simon, 1908; trasferita al genere Encoptarthria Main, 1954
- Megamyrmaekion pessimisticum Chamberlin, 1924; trasferita al genere Scopoides Platnick, 1989
- Megamyrmaekion vestigator Simon, 1908; trasferita al genere Encoptarthria Main, 1954

### Sinonimi
- Megamyrmaekion holosericeum Simon, 1882; posta in sinonimia con M. vulpinum (O. Pickard-Cambridge, 1874) a seguito di un lavoro di Levy (1999d)[1].
- Megamyrmaekion pallescens Denis, 1955; posta in sinonimia con M. vulpinum (O. Pickard-Cambridge, 1874) a seguito di un lavoro di Levy (1999d).
- Megamyrmaekion pumilum Simon, 1885; posta in sinonimia con M. caudatum Reuss, 1834 a seguito di un lavoro di Levy del 2009.

### Nomen dubium
- Megamyrmaekion californicum Simon, 1893e; esemplare femminile rinvenuto negli USA; a seguito di analisi effettuate sia dagli aracnologi Ubick & Roth (1973b), che da Platnick & Shadab (1976b) è da ritenersi nomen dubium; contra tre precedenti lavori di Banks, (1898b); (1904b) e (1913)[1].